# Tanjung Pandan
Tanjung Pandan là thành phố lớn nhất trên đảo Belitung trong tỉnh của Indonesia Bangka-Belitung, Indonesia. Tanjung Pandan là thủ phủ của huyện Belitung gồm một trong năm huyện (kecamatan).
Đa số người dân ở Tanjung Pandan là người Khách Gia và người Mã Lai. Các tôn giáo của người Hoa là Phật giáo, Công giáo và Tin lành.